# Повіт Фува
Пові́т Фу́ва (яп. 不破郡, ふわぐん, МФА: [ɸuwa guɴ]) — повіт у префектурі Ґіфу, Японія.